# Ostrovačice
Ostrovačice (německy Schwarzkirchen) jsou městys v okrese Brno-venkov v Jihomoravském kraji. Rozkládají se v Boskovické brázdě, u dálnice D1. Žije zde 829 obyvatel.
Na kraji katastru městyse, přibližně 2 km na východ od jeho centra, se nachází část automotodromu Masarykův okruh.

## Název
Nejstarší doložená podoba jména vesnice je Ostrovákovice (zapsáno Ozstrovacovic, 1255). Jeho základem bylo osobní jméno Ostrovák, původně šlo o pojmenování obyvatel vsi (Ostrovákovici) a jeho význam byl "Ostrovákovi lidé". Zkrácený tvar je poprvé doložen z roku 1406. Vesnice se označovala též Černý kostel, což se vžilo v němčině (Schwarzkirchen), v níž se používalo až do 20. století. První doklad pro toto je z roku 1338 v latinském překladu (Nigra ecclesia). Důvodem tohoto pojmenování mohlo být, že vesnice náležela mnišskému řádu benediktinů, kteří nosili černý oděv.

## Historie
První písemná zmínka o obci pochází z roku 1255 (listina, hlásící se k roku 1048, je padělek, vyhotovený zřejmě ve 13. století).
Od 10. října 2006 byl obci vrácen status městyse.

## Obyvatelstvo
| Rok            | 1869 | 1880 | 1890 | 1900 | 1910 | 1921 | 1930 | 1950 | 1961 | 1970 | 1980 | 1991 | 2001 | 2011 | 2021 |
| -------------- | ---- | ---- | ---- | ---- | ---- | ---- | ---- | ---- | ---- | ---- | ---- | ---- | ---- | ---- | ---- |
| Počet obyvatel | 639  | 580  | 624  | 664  | 706  | 693  | 644  | 642  | 675  | 618  | 581  | 568  | 575  | 635  | 789  |
| Počet domů     | 72   | 80   | 81   | 84   | 88   | 94   | 112  | 139  | 150  | 161  | 152  | 178  | 179  | 209  | 261  |

Vývoj počtu obyvatel

## Pamětihodnosti
- Památník Pohádky máje – náměstí Viléma Mrštíka 54
- Kostel svatého Jana Křtitele a svatého Václava
- rezidence rajhradských benediktinů

## Galerie

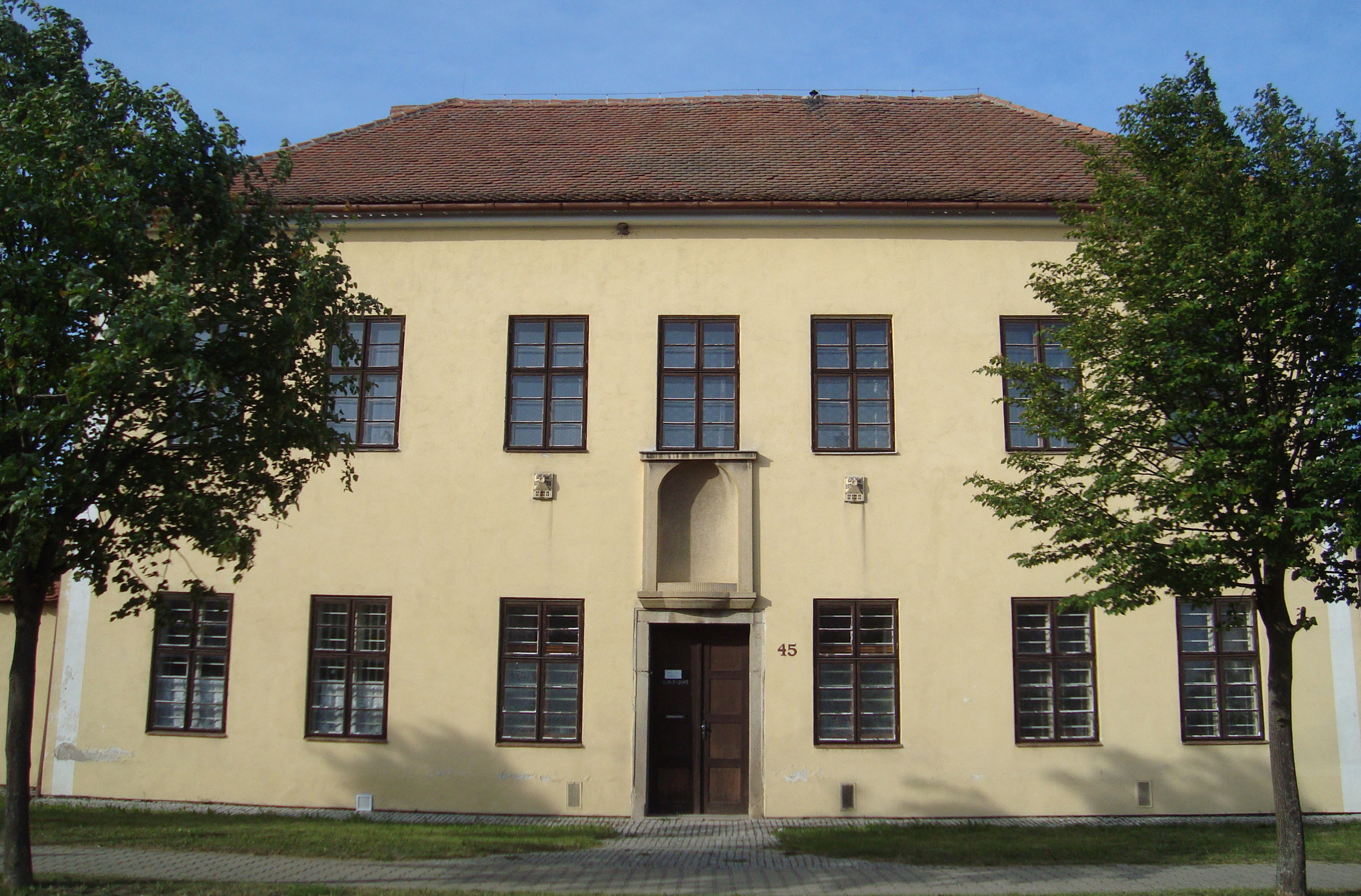
Fara
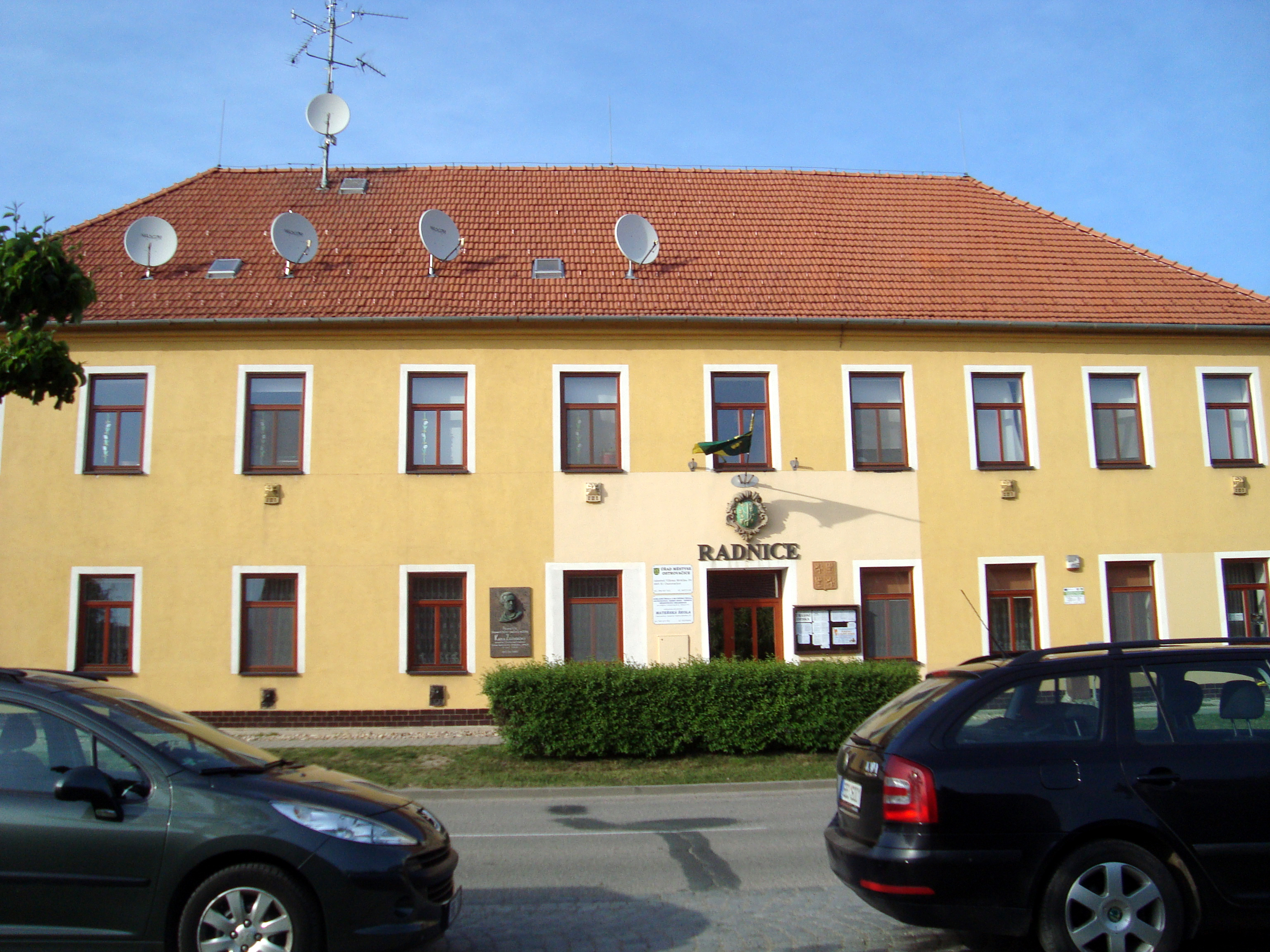
Obecní úřad
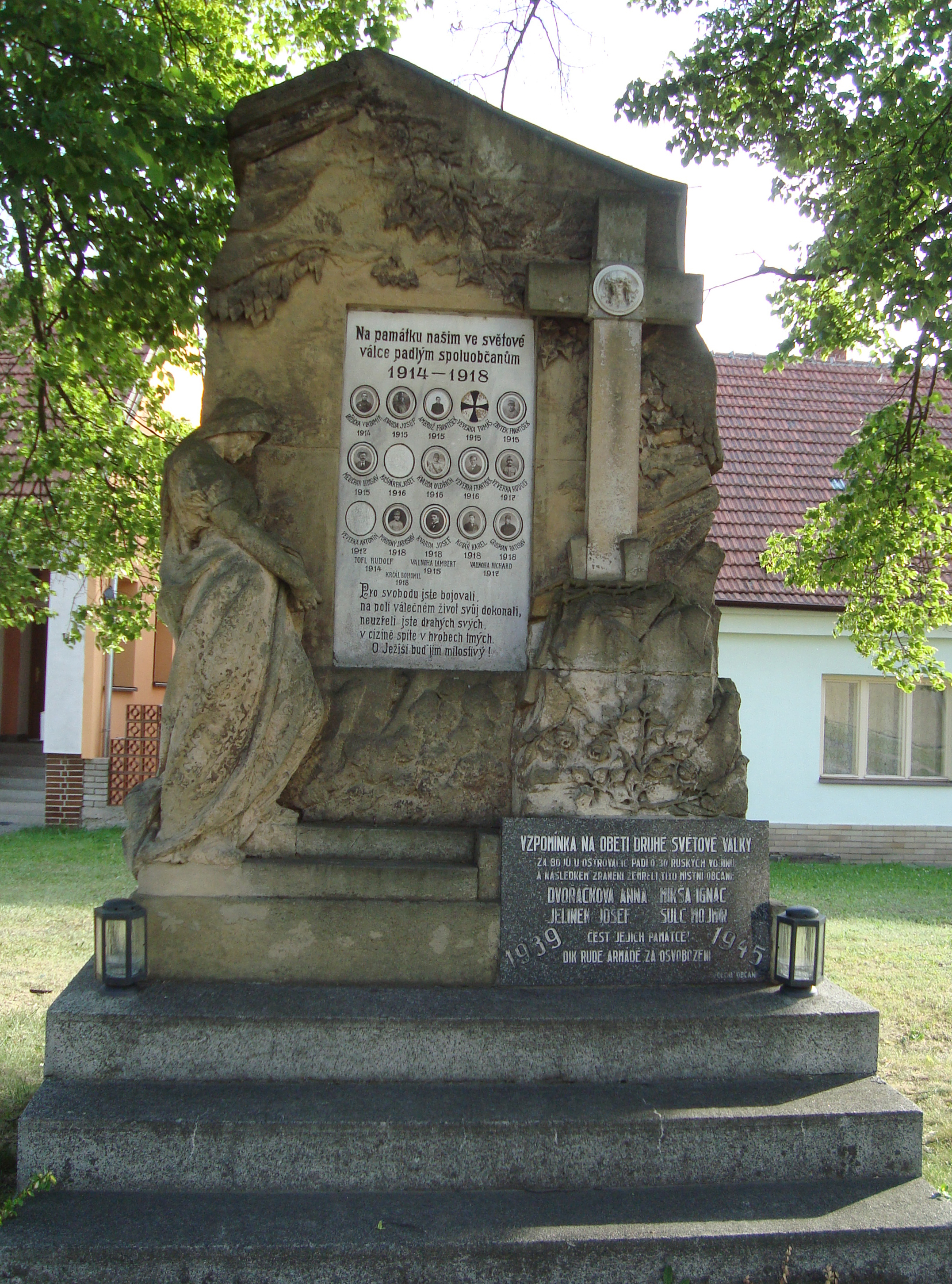
Pomník obětem I. sv. války
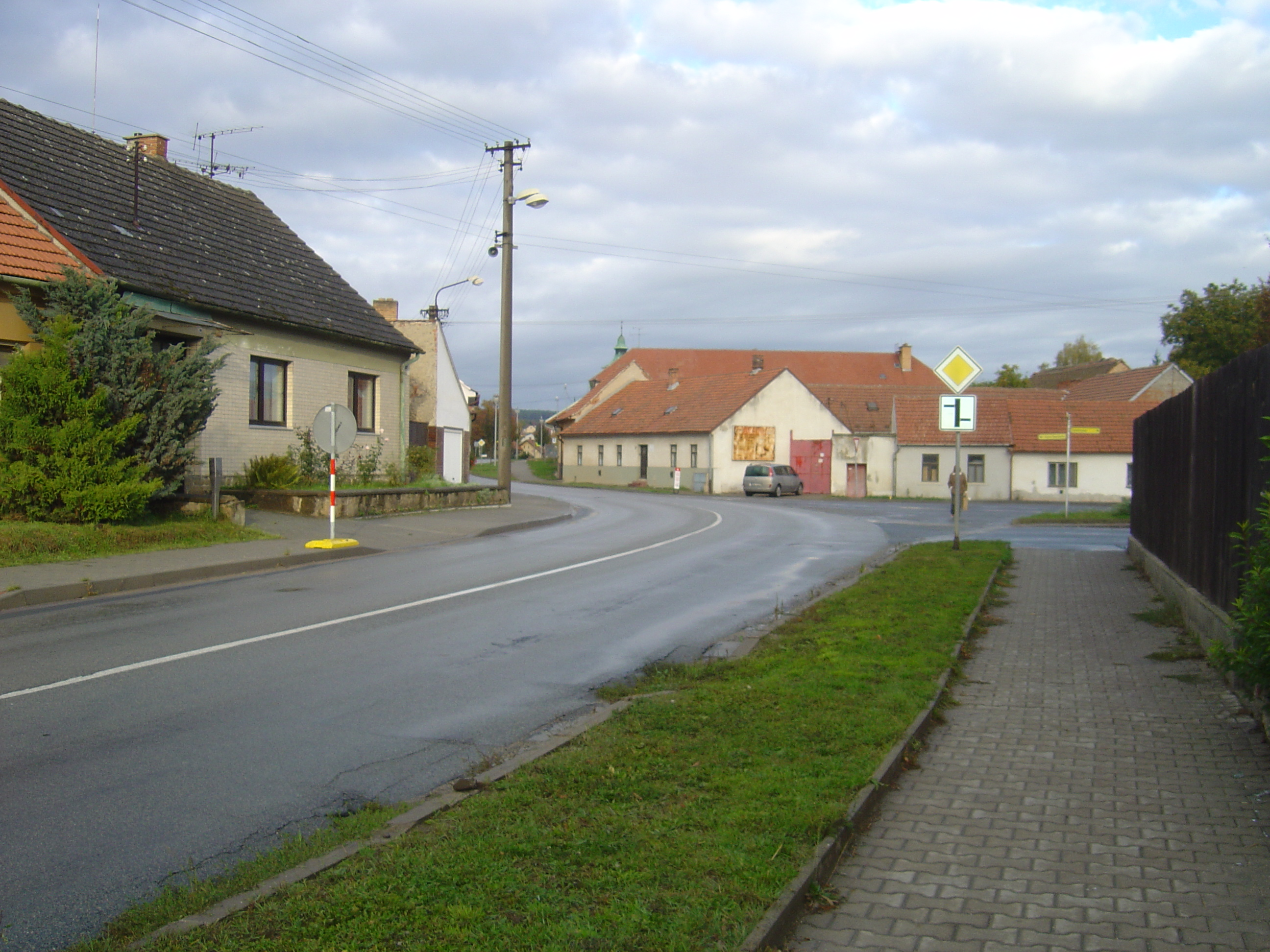
Ulice Osvobození

## Osobnosti
- Karel Želenský (1865–1935), dramatik, herec, režisér a autor memoárových knih
- Kristián Bohumil Lux OSB (1865–1931), ostrovačický farář v letech 1903–1912, čestný občan[9]
- Zdeněk Pololáník (* 1935), hudební skladatel a varhaník, čestný občan[10]

## Doprava
Územím obce prochází dálnice D1 a silnice I/23 v úseku Rosice – D1. Dále na území zasahují silnice II/386 v úseku Veverská Bítýška – D1 – Ostrovačice a silnice II/602 v úseku I/23 – Ostovačice – Velká Bíteš.
Silnice III. třídy jsou:
- III/3842 Žebětín – Ostrovačice
- III/6021 spojka mezi I/23 a III/3842

V minulosti zde vedla i silnice III/00216 Ostrovačice – Říčany, která byla přeřazena na místní komunikaci.